# Diskografie Wishbone Ash
Na této stránce je kompletní diskografie rockové skupiny Wishbone Ash. Za roky svého působení vydali 24 studiových alb, 12 koncertních alb, 10 kompilací a 20 singlů.

## Alba

### Studiová alba
| Rok  | Titul                 | Billboard album 200 | UK Top 100 | RIAA | BPI    |
| ---- | --------------------- | ------------------- | ---------- | ---- | ------ |
| 1970 | Wishbone Ash          | -                   | 29         | -    | -      |
| 1971 | Pilgrimage            | 174                 | 14         | -    | -      |
| 1972 | Argus                 | 82                  | 3          | -    | -      |
| 1973 | Wishbone Four         | 44                  | 12         | -    | -      |
| 1974 | There's the Rub       | 88                  | 16         | -    | Silver |
| 1976 | Locked In             | 136                 | 36         | -    | -      |
| 1976 | New England           | 154                 | 22         | -    | -      |
| 1977 | Front Page News       | -                   | 31         | -    | -      |
| 1978 | No Smoke Without Fire | -                   | 43         | -    | -      |
| 1980 | Just Testing          | 179                 | 41         | -    | -      |
| 1981 | Number the Brave      | -                   | 61         | -    | -      |
| 1982 | Twin Barrels Burning  | -                   | 22         | -    | -      |
| 1985 | Raw to the Bone       | -                   | -          | -    | -      |
| 1987 | Nouveau Calls         | -                   | -          | -    | -      |
| 1989 | Here to Hear          | -                   | -          | -    | -      |
| 1991 | Strange Affair        | -                   | -          | -    | -      |
| 1996 | Illuminations         | -                   | -          | -    | -      |
| 1998 | Trance Visionary      | -                   | -          | -    | -      |
| 1998 | Psychic Terrorism     | -                   | -          | -    | -      |
| 1999 | Bare Bones            | -                   | -          | -    | -      |
| 2002 | Bona Fide             | -                   | -          | -    | -      |
| 2006 | Clan Destiny          | -                   | -          | -    | -      |
| 2007 | First Light           | -                   | -          | -    | -      |
| 2007 | Power of Eternity     | -                   | -          | -    | -      |
| 2011 | Elegant Stealth       | -                   | -          | -    | -      |
| 2014 | Blue Horizon          | -                   | -          | -    | -      |
| 2020 | Coat of Arms          | -                   | -          | -    | -      |

### Koncertní alba
| Rok  | Titul                             | Billboard album 200 | UK Top 100 | RIAA | BPI    |
| ---- | --------------------------------- | ------------------- | ---------- | ---- | ------ |
| 1972 | Live from Memphis                 | -                   | -          | -    | -      |
| 1973 | Live Dates                        | 82                  | -          | -    | Silver |
| 1979 | Live in Tokyo                     | -                   | -          | -    | -      |
| 1980 | Live Dates 2                      | -                   | 40         | -    | -      |
| 1981 | Hot Ash                           | -                   | -          | -    | -      |
| 1992 | The Ash Live in Chicago           | -                   | -          | -    | -      |
| 1994 | Runaway                           | -                   | -          | -    | -      |
| 1995 | Live in Geneva                    | -                   | -          | -    | -      |
| 1997 | Live Timeline                     | -                   | -          | -    | -      |
| 1999 | The King Will Come                | -                   | -          | -    | -      |
| 2000 | Live Dates 3                      | -                   | -          | -    | -      |
| 2003 | Almighty Blues: London and Beyond | -                   | -          | -    | -      |
| 2005 | Live on XM Satellite Radio        | -                   | -          | -    | -      |
| 2008 | Live in Hamburg                   | -                   | -          | -    | -      |
| 2008 | Argus "Then Again" Live           | -                   | -          | -    | -      |

### Kompilace
| Rok  | Titul                                         | Billboard album 200 | UK Top 100 | RIAA | BPI |
| ---- | --------------------------------------------- | ------------------- | ---------- | ---- | --- |
| 1977 | Classic Ash                                   | -                   | -          | -    | -   |
| 1977 | The Original Wishbone Ash                     | -                   | -          | -    | -   |
| 1981 | The Best of Wishbone Ash                      | -                   | -          | -    | -   |
| 1993 | Time Was: The Wishbone Ash Collection         | -                   | -          | -    | -   |
| 1994 | The Very Best of Wishbone Ash: Blowin' Free   | -                   | -          | -    | -   |
| 1997 | The Best of Wishbone Ash                      | -                   | -          | -    | -   |
| 1997 | Distillation                                  | -                   | -          | -    | -   |
| 2001 | Blowin' Free: An Introduction to Wishbone Ash | -                   | -          | -    | -   |
| 2003 | The Collection                                | -                   | -          | -    | -   |
| 2004 | Backbones                                     | -                   | -          | -    | -   |
| 2004 | Lost Pearls                                   | -                   | -          | -    | -   |
| 2008 | Tough                                         | -                   | -          | -    | -   |
| 2008 | Tender                                        | -                   | -          | -    | -   |

## Singly
| Rok  | Titul                        | Billboard Hot 100 | U.S Mainstream Rock | UK Top 100 | Album                 |
| ---- | ---------------------------- | ----------------- | ------------------- | ---------- | --------------------- |
| 1971 | "Blind Eye"                  | -                 | -                   | -          | Wishbone Ash          |
| 1972 | "No Easy Road"               | -                 | -                   | -          | Wishbone Four         |
| 1973 | "So Many Things to Say"      | -                 | -                   | -          | Wishbone Four         |
| 1974 | "Hometown"                   | -                 | -                   | -          | There's the Rub       |
| 1975 | "Silver Shoes"               | -                 | -                   | -          | There's the Rub       |
| 1976 | "Outward Bound"              | -                 | -                   | -          | New England           |
| 1977 | "Phoenix"                    | -                 | -                   | -          | Non-album single      |
| 1977 | "Front Page News"            | -                 | -                   | -          | Front Page News       |
| 1977 | "Goodbye Baby, Hello friend" | -                 | -                   | -          | Front Page News       |
| 1978 | "You See Red"                | -                 | -                   | -          | No Smoke Without Fire |
| 1979 | "Come On"                    | -                 | -                   | -          | Non-album single      |
| 1980 | "Living Proof"               | -                 | -                   | -          | Just Testing          |
| 1980 | "Helpless (live)"            | -                 | -                   | -          | Live Dates 2          |
| 1981 | "Underground"                | -                 | -                   | -          | Number the Brave      |
| 1981 | "Get Ready"                  | -                 | -                   | -          | Number the Brave      |
| 1982 | "Engine Overheat"            | -                 | -                   | -          | Twin Barrels Burning  |
| 1982 | "No More Lonely Nights"      | -                 | -                   | -          | Twin Barrels Burning  |
| 1988 | "In the Skin"                | -                 | -                   | -          | Nouveau Calls         |
| 1989 | "Cosmic Jazz"                | -                 | -                   | -          | Here to Hear          |